# Selaginella cinerascens
Selaginella cinerascens är en mosslummerväxtart som beskrevs av A. A. Eat.. Selaginella cinerascens ingår i släktet mosslumrar, och familjen mosslummerväxter. Inga underarter finns listade i Catalogue of Life.